# Cedric Yarbrough
Cedric Percelle Yarbrough (/ˈsiːdrɪk/; 20 de março de 1973) é um ator e comediante norte-americano que tornou-se notório por estrelar a série Reno 911! como S. Jones e como Kenneth na sitcom'" da ABC Speechless.

## Carreira
Yarbrough estrelou a série de televisão Reno 911! como Policial S. (Sven) Jones, que foi ao ar de 2003-2009 no Comedy Central. Ele também forneceu a voz de Tom DuBois e Coronel H. Stinkmeaner em The Boondocks e Black Lightning no filme de animação Justice League: Crisis on Two Earths. De 2016 a 2019, ele co-estrelou a sitcom da ABC Speechless como Kenneth Clements. Também teve papéis recorrentes em outras séries, incluindo The Goldbergs, e Rake. Em Carol's Second Act, que estreou em 2019, ele estrela como o enfermeiro Dennis, que começou como um papel recorrente antes de ser promovido a regular no início da primeira temporada.

## Filmografia

### Filmes
| Ano  | Título                               | Personagem        | Notas        |
| ---- | ------------------------------------ | ----------------- | ------------ |
| 2000 | Mulligan                             | Rei               |              |
| 2004 | Meet the Fockers                     | Guarda prisional  |              |
| 2005 | The 40-Year-Old Virgin               | Pai na clínica    |              |
| 2006 | Unaccompanied Minors                 | Melvin Goldfinch  |              |
| 2007 | Closing Escrow                       | Bobby             |              |
| 2007 | Entry Level                          | Sam               |              |
| 2008 | Four Christmases                     | Stan              |              |
| 2008 | Get Smart                            | Tate              |              |
| 2008 | Drillbit Taylor                      | Bernie            |              |
| 2009 | Miss March                           | Doutor            |              |
| 2010 | Justice League: Crisis on Two Earths | Firestorm         | Voz          |
| 2013 | I Know That Voice                    | Ele mesmo         | Documentário |
| 2015 | Justice League: Throne of Atlantis   | Técnico submarino | Voz          |
| 2015 | Batman Unlimited: Monster Mayhem     | Silas Stone       | Voz          |
| 2016 | The Boss                             | Tito              |              |
| 2023 | The Donor Party                      | Harrison          |              |
| ASA  | Unfrosted: The Pop-Tart Story        | Toucan Sam        |              |

### Televisão
| Ano                      | Título                         | Personagem                         | Notas                                |
| ------------------------ | ------------------------------ | ---------------------------------- | ------------------------------------ |
| 2003                     | The Parkers                    | Brian                              | Episódio: "The Mack Is Like Wo!"     |
| 2005                     | The Bernie Mac Show            | Monroe                             | Episódio: "Who Gives This Bride"     |
| 2003-                    | Arrested Development           | Sargento Baker                     | Episódio: "Sad Sack"                 |
| 2003–2009, 2020–presente | Reno 911!                      | S. Jones                           | Principal                            |
| 2004                     | Broken                         | Doutor Tom                         |                                      |
| 2005–2014                | The Boondocks                  | Tom DuBois, Coronel H. Stinkmeaner | Voz, 53 episódios                    |
| 2009–2015                | The Penguins of Madagascar     | Oficial X                          | Voz, 7 episódios                     |
| 2010                     | Bones                          | Lawrence Belomo                    | Episódio: "The Babe in the Bar"      |
| 2010                     | Chuck                          | Neil                               | Episódio: "Chuck Versus the Beard"   |
| 2011, 2013               | Big Time Rush                  | Tenente-Chefe, Detetive            | 2 episódios                          |
| 2011                     | Curb Your Enthusiasm           | Cliente #1                         | Episódio: "Vow of Silence"           |
| 2013                     | Betas                          | Jon Carlo                          | Episódio: "Takin' It to the Streets" |
| 2013–2023                | The Goldbergs                  | Vic                                | 17 episódios                         |
| 2014–2019                | BoJack Horseman                | Oficial Meow-Meow Fuzzyface        | Voz, 8 episódios                     |
| 2014                     | Rake                           | Jules                              | 3 episódios                          |
| 2015                     | Young & Hungry                 | Coleman                            | 2 episódios                          |
| 2015                     | Crazy Ex-Girlfriend            | Calvin                             | 2 episódios                          |
| 2015–2017                | New Looney Tunes               | Escoteiro                          | Voz, 3 episódios                     |
| 2015                     | Brooklyn Nine-Nine             | Steve                              | Episódio: "Det. Dave Majors"         |
| 2016                     | Bajillion Dollar Propertie$    | Trent Adler                        | Episódio: "Inside Joke"              |
| 2016–2019                | Speechless                     | Kenneth Clements                   | Papel principal, 63 episódios        |
| 2016–2018                | Skylanders Academy             | Garoto Brócolis                    | Voz                                  |
| 2017–2018                | We Bare Bears                  | Várias vozes                       | 2 episódios                          |
| 2017                     | Blaze and the Monster Machines | Nelson                             | Voz, 5 episódios                     |
| 2017                     | Mike Tyson Mysteries           | Neil deGrasse Tyson                | Voz, episódio: "Help a Brother Out"  |
| 2018–2022                | Paradise PD                    | Gerald Fitzgerald                  | Voz, 40 episódios                    |
| 2019                     | Milo Murphy's Law              | Khone                              | Voz, 3 episódios                     |
| 2019–2020                | Carol's Second Act             | Enfermeiro Dennis                  | 17 episódios                         |
| 2019-2022                | Puppy Dog Pals                 | Keido, Al, Pai de Dario            | Voz, 5 episódios                     |
| 2023                     | Lucky Hank                     | Paul Rourke                        | Principal                            |
| 2023                     | Star Wars: Visions             | Velho Prisioneiro                  | Voz, episódio: "The Pit"             |